# Henry Bérenger
Henry Bérenger (* 22. April 1867 in Rugles, Département Eure; † 18. Mai 1952 in Saint-Raphaël) war ein französischer Politiker.

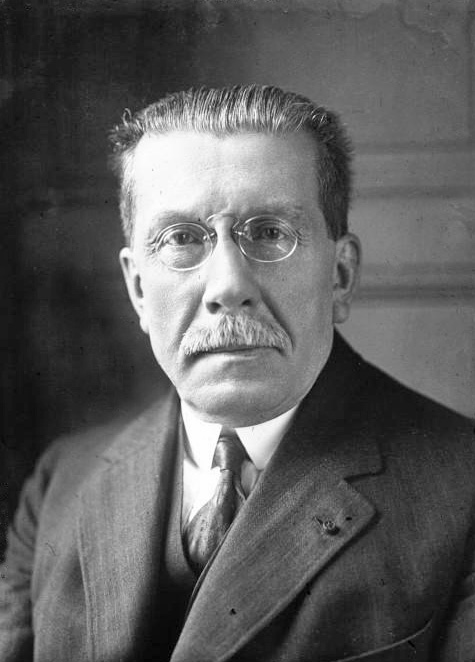
Henry Bérenger (1925)

## Leben
1887 graduierte er über Literatur. 1891 war er Studentenvertreter in Paris. Bis 1897 schrieb er zahlreiche Bücher über intellektuelle und gesellschaftliche Probleme, darunter The Intellectual Aristocracy. Er war Verleger und Anteilseigner von Revue des Revues, La Dépéche, L’Action und Renaissance Politique et Littéraire. Er war Senator und um 1917 3ème Conseil de Guerre. Am 30. Oktober 1928 wurde vor dem Cour d’appel de Paris das Revisionsverfahren zur Rehabilitation von Jacques Landau (* 7. Juni 1877 in Odessa) und Jean Goldschild (* 13. Dezember 1890 in Paris; † 18. August 1969) wieder aufgenommen. In der Sache ging es dabei um die anarchistische, pazifistische Satirezeitung Le Bonnet rouge, welche von 1913 bis 1922 bestanden hatte und im Ersten Weltkrieg von Léon Daudet und der Action française beschuldigt worden war, von der deutschen Heeresleitung finanziert zu werden. Die gegenständlichen Zahlungsanweisungen gingen auch durch die Hände von Victor Henri Bérenger. Nach dem Ersten Weltkrieg fungierte er im französischen Senat als Rapporteur Général du Budget, (Haushaltsberichterstatter). In den Kabinetten Clemenceau II und Millerand war er Generalkommissar für Benzin und Treibstoffe. Von 1912 bis 1945 saß er im Senat von Guadeloupe.
Von 1926 bis 1927 war Bérenger französischer Botschafter in den Vereinigten Staaten. Er legte Ende Januar 1926 sein Akkreditierungsschreiben bei der Regierung von Calvin Coolidge vor. Ende Januar 1926 setzte Bérenger die Verhandlungen um die Umschuldung von vier Milliarden USD aus dem Ersten Weltkrieg mit Andrew W. Mellon fort. Als Botschafter war er an der Entstehung des Young-Plans beteiligt. Zudem war er erster Vorsitzender des Comité Général du Pétrol und wurde 1938 Mitglied des Intergovernmental Committee on Refugees.  An der Sitzung der Nationalversammlung, auf der am 10. Juli 1940 die erweiterten Vollmachten für Marschall Pétain beschlossen wurden, nahm er nicht teil.
Verheiratet war er mit Genevieve Delzant Berenger († 1933).